# Église de l'Esprit-Saint (La Havane)
L'Église de l'Esprit-Saint (Iglesia del Espíritu Santo) est une église des XVIIe siècle et XVIIIe siècle située dans la vieille ville de La Havane, (La Habana Vieja) à Cuba. 

## Historique
La première construction date de 1638. L'église était réservée aux esclaves affranchis. En 1661 elle était devenue la deuxième église paroissiale de la ville. 
L'église a été reconstruite de 1707 à 1760, puis remodelée au XVIIIe siècle dans le style baroque. Il n'y a plus de trace des anciens édifices.